# Bni M'hamed Sijelmassa
Bni M'hamed Sijelmassa est une commune rurale marocaine située dans la province d'Errachidia, dans la région de Drâa-Tafilalet.

## Démographie
Elle recense une population totale de 14 443 habitants en 2014.